# 阿萨里
阿萨里是拉脱维亚尤尔马拉市的一个住宅区和街区。

## 历史
阿萨里作为一个地名起源于1713年在该地区提及的同名农舍。在斯洛卡教堂的记载中，当地的沙丘上出现了利耶拉萨拉斯和马扎萨拉斯的房屋，这些房屋后来则逐渐形成了渔民村落。村民不仅从事捕鱼业，同时还种植1877年从法国带来的草莓。
浅利站是当地唯一的火车站，于1877年建成。

## 阿萨里公墓
阿萨里公墓位于卡普街85号的沿海区域，公墓有一座著名的纪念碑，以纪念在第一次世界大战和拉脱维亚独立战争中阵亡的拉脫維亞步槍兵。纪念碑由雕塑家马丁什·什马尔茨斯和建筑师尼科莱·沃伊茨 于1939修建，并于1993再度修缮。247名在尤尔马拉以及周边地区阵亡的拉脱维亚和俄罗斯士兵葬于此地。